# Общество английского правописания
Общество английского правописания (англ. English Spelling Society) — международная организация, расположенная в Великобритании. Основано в 1908 году и сначала носило название «Общество упрощённого правописания» (англ. Simplified Spelling Society).
Заявленные цели Общества:
- повышение осведомлённости общественности о проблемах, вызванных неправильностью английского правописания;
- повышение грамотности;
- снижение затрат на обучение, в том числе за счёт использования реформы правописания[2]

Общество издает листовки, информационные бюллетени, журналы, книги и бюллетени. Его представители регулярно выступают на телевидении, радио и в печати.

## Структура
Общество находится в Великобритании, но имеет членов по всему миру, включая Ирландию, США, Канаду, Австралию и Новую Зеландию. Общество управляется комитетом, избираемым на ежегодном общем собрании.
Общество поддерживает связи с Американским советом по грамотности (American Literacy Council), который преследует аналогичные цели.

## Цели
Общество английского правописания в первую очередь стремится привлечь внимание к проблемам, вызванным неправильностью английского правописания, имея целью повышение грамотности и снижения затрат на обучение, в том числе с помощью реформы правописания. Оно также хочет распространять осведомленность о «фонетическом (алфавитном) принципе», о его «искажении за долгую историю письменного английского языка» и подготовить многоэтапный набор предложений для более регулярной английской орфографии.
Общество считает, что как недавние исследования, так и постоянная озабоченность правительства уровнем грамотности в англоязычном мире укрепляют его позиции. В частности, получены свидетельства того, что англоязычным детям труднее научиться читать и писать, чем, например, итальянским детям. Существуют доказательства того, что дислексия является меньшей проблемой в Италии и лингвистически сходных странах, в которых более фонематические системы письма, чем в английском, Наконец, Общество указывает на недавнее исследование, проведенное фондом KPMG, в котором общие бюджетные расходы, связанные с неумением читать в начальной школе, оцениваются в 1,73—2,05 млрд фунтов стерлингов в год.

## Конкретные системы реформ
В 2015 году группа специалистов из Великобритании и США выступила с совместным призывом провести «Международный конгресс по английской орфографии» с целью продвижения реформы правописания. Этот конгресс открылся 30 мая 2018 года; заключительное заседание Конгресса состоялось 28 января 2021 года. Участники Конгресса голосовали за выбор одной из шести предложенных ранее схем реформы. Как было объявлено 21 апреля 2021 года, наибольшее одобрение вызвал проект «Пересмотренное традиционное правописание» (Traditional Spelling Revised, TSR). Общество, спонсор Конгресса, оказывает TSR определённую поддержку и рекламу.
Однако дискуссия о приемлемых альтернативах традиционной орфографии не закрыта. Поддержка Комитетом TSR будет пересмотрена через 5 лет, чтобы оценить, в какой степени проект TSR получил поддержку в англоязычном мире. На странице «Личное мнение» Общество предоставляет авторам альтернативных систем форум, на котором они могут публиковать свои работы и отправлять их на рецензирование. Обсуждаемые предложения различаются по своим рекомендациям: от упорядочения всего нескольких слов до почти полностью фонематической переделки написания английских слов.